# Лугош
Лугош (рум. Lugoj) (мађ. Lugos) град је и локална самоуправа у западном делу Румуније. Град је по величини, економском развоју и броју становника друго место у Тамишкој жупанији, после његовог седишта Темишвара. Припадају му два села; Магури и Тапија, са којима заузима површину од 9.956 хектара.

## Географија
Град Лугош припада румунском делу Баната и налази се на источном ободу Панонске низије, испод Карпата. Град се сместио на месту где река Тамиш, која дели град на два дела, излази из брдског предела у равницу. Клима је умерено континентална са благим зимама и умерено топлим летима.

## Историја
Овај град је први пут поменут 1334. године у једном регистру папских дажбина, а 1376. године се први пут помиње „Лугошка тврђава“, али тек 1551. године, удовица краља Јована Запоље, Изабела, додељује Лугошу грб и повељу о привилегијама. Краљ Јован II Запоља је 1552. године спојио два града Лугош и Карансебеш у један, а њихови становници су се међусобно називали "браћом". Оба ова места су заједно поседовали тврђаву Бокшан и тамошње златне руднике. Од те године, па све до 1658. године трају борбе са Турцима, где град, заједно са другим банатским областима (до Караш Северина) успева да сачува своју аутономију и уједињује се са Трансилванијом. Из ратне године 1695. туски султан Мехмед други прешао је Дунав, и сукобио се са Аустријанцима, предвођеним генералом Витераном. Одлучна битка била је код Лугоша, где је страдало 2000 аустријских војника и сам генерал. У то време, након ослобођења 1688. године Лугош је једно од главних места Лугошке и карансебешке бановине. Ипак, 1699. године Турци руше Лугошку тврђаву. Током 15. века град се везује и за личност Сибињанин Јанка.
Од 1717. године град потпада под аустријску управу, када почиње досељавање немачког становништва и стварање општине „Немачки Лугош“. По "Румунској енциклопедији", пописано је 1717. године у Лугошу 218 кућа. Ова општина се налазила на левој обали Тамиша, али се уједињује са румунским делом Лугоша 1795. године у тзв. „Финансијски трг Лугош“. Немачки и Румунски Лугош повезивао је један дрвени мост преко реке Тамиша. У Лугошу је основан 1722. године као први индустријски објекат "Царице Елизабете млин". Пре тога, 1778. Банат је био присаједињен Мађарској. Царски ревизор Ерлер је 1774. године констатовао да град Лугош, административно припада Лугошком округу, Лугошког дистрикта. У месту живи измешано становништво, немачко-румунско, а православне храмове иако их је било не помиње, осим ако нису манастири. Помиње шта се све налази у граду на Тамишу: католичка црква и католички манастир, затим поштанска камбијатура, управни и подуправни уред, коњичка касарна и годишњи вашар. Године 1779. основана је жупанија Караш чије је седиште установљено у Лугошу.
Позоришна зграда у Лугошу је подигнута 1835. године. Прва штампарија ради од 1852. године. Прорадила је 1876. године жељезничка пруга Лугош-Карансебеш-Оршава.
Дана 21. јула 1842. године беснео је велики пожар у Лугошу. За кратко време је са влашке стране изгорело до 500 кућа и стаја, варошка и вармеђска кућа те обе православне цркве. Године 1848. у Лугошу су банатски Румуни под председништвом свог првака Ефтимија Мургуа, одржали своју народну скупштину. У августу 1849. године током Револуције 1848/1849. године, град је био последње седиште мађарске револуционарне владе Лајоша Кошута. Већ, наредне, 1850. године, према царском указу, Лугош постаје седиште Унијатске епископије у Банату, а 1881. године постаје центар Караш-Северин жупаније, када се та жупанија и оформила. Угарске власти су округ Лугош поделили на четири среза, а Земаљски суд се ту у Лугошу већ налазио од 1851. године, као среско-сборни. Телеграфска агенција је отворена у месту децембра 1855. године. Отворена је нова гимназија у Лугошу 1857. која је наставу изводила на немачком језику. Две године касније њу похађа 49 ученика. Године 1857. помињу се у вези нових грунтовних књига у Српском војводству, још увек две општине, Немачки Лугош и Румунски Лугош. Румуни су 1861. године скупили 15.000 ф. да оснују своју гимназију у Лугошу. Она је отворена септембра исте године са румунским наставним језиком. Статус самосталног града стиче 1889. године. У састав Румуније ушао је 1918. године. Када се жупанија Караш-Северин поделила на два дела 1925. године, Лугош постаје престоница Северин. Од 1945. до 1989. је за Румунију био период доминације комунизма и Лугош је други град који се ослободио овог режима.

## Економски развој
По српском календару из 1827. године у Лугошу је годишње одржаван вашар четири пута: 10. фебруара, 10. маја, 2. јула и 21. октобра.
Лугош важи за развијено индустријско подручје, где су фирме као што су „Reiker“, „Villeroy & Boch“, „Honewell“, „Hella“ и „Autoliv“ отвориле своје производне погоне и оформиле нову индустријску зону „Тапиу“, поред већ постојеће „Тимисори“. Развој је био условљен и тиме што град пресецају два пута важна за Европу: DN 68 и E 70.

## Култура
Лугош има одређено културно наслеђе из своје богате историје; историјски и етнографски музеј, позориште „Трајан Грозавеску“ (оперски певач, погинуо 1927. године у Бечу), Градску библиотеку, галерију „Про Арте“ и друге установе. Најстарији лугошки културни споменик је Торањ „Светог Николаја“ изграђен у 14. и 15. веку. Припадао је бившој манастирској цркви „Свети Николаје“. 
Такође, издваја се православна црква Успења Богородице у барокном стилу грађена од 1759. до 1766, чији је ктитор био кнез Гаврил Гуреан. У новије време, Јосиф Константин Драган, у Румунији цењен као пословни човек је, између осталог, отворио „Европски универзитет“ који носи његово име, баш као и трг који се налази између зграде Општине и гвозденог моста. 
Гвоздени мост је симбол овог града и свечано је отворен 1902. године. Изградњом овог моста су уређене и обале реке, а он је дуго година био једина веза између њих. За његову изградњу утрошено је 185 тона метала који је довожен воловским колима. На источној страни трга „Драган“, налази се „Стара префектура“, зграда која се саграђена између 1843. и 1859. године, која је деловала као административно седиште Комитета Северин, Караш-Северин и као Префектура жупаније Северин.

## Срби у Лугошу
У 16. веку простор око Лугоша био је густо насељен Србима, који су били учесници војних сукоба у јужној Угарској. Турски султан је 1553. године српском војводи Петру Петровићу поклонио места Лугош и Карансебеш. Петровић је мењао Лугош и остале своје поседе са краљем Фердинандом I, за град Мункач и друга имања. Средином 16. века у месту је Србин племић Јован Рац, а средином 17. века Сава Темишварац. Хришћанска богомоља забележена је ту из 13. и 14. века, судећи по запису на звонику храма. У Лугошу је 1726. године саградио православну цркву, тадашњи префект града Јован Рац (Србин), племић из Мехадије. Иконостас у српској цркви је осликао 1821. године иконописац Павел Ђурковић. Тај иконостас је пресликао 1937. и 1944. године сликар Аурел Ћупе.
Посланик на српском сабору 1727. године био је и Петровић Миклеуш (Никола) оборкнез из Липове. Помињу се 1744. године Михаил Манојловић постмајстор от Лугош и Гаврило оберкнез из Лугоша, као посланици на Црквено-народном сабору. Године 1755. у вароши је било 519 српских кућа. Посланик на Темишварском црквено-народном сабору 1790. године био је Ђорђе Вуја трговац из Лугоша.
По извештају о становништву Српског Војводства по народностима 1861. године, у Лугошу је било Срба само 25 душа, а Румуна је у граду и целом округу лугошком, више од свих осталих нација - 52.076 душа. По једном попису 1900. године у граду Лугошу је било 153 становника Срба.
По државном шематизму православног клира у Угарској из 1846. године, у Лугошу је парохијско православно звање основано и матица крштених се води од 1767. године. Матица умрлих од 1767. године, а матица венчаних од 1775. године. Године 1846. православни храм је посвећен Св. Николи, а православног народа у Лугошу има 4896 душа. Окружни протопрезвитер лугошки и парох лугошки био је 1846. године Стефан Атанасијевић. Има у месту више свештеника тада: други бивши протопрезвитер Игњат Вуја, Јован Марковић, Паул Мања (Румун), Зенобиус Петрик, Никола Павловић, капелан Стефан Марко и ђакон Димитрије Теодори.
Парох и пренумерант чувене Рајићеве историје био је 1794. године поп Константин Атанасијевић. Књигу о историји трговине набавио је у Темишвару 1816. године лугошки трговац Теодор Поповић Мања. Историјска књига написана на румунском језику, аутора нашег архимандрита Павела Кенгелца је имала 1824. године читаоце не само Румуне, и у "Логошу". Списак претплатника из града и околних парохија са великим бројем Румуна, почињу попови Срби који знају тај језик: Стефан Атанасијевић протопрезвитер и парох лугошки, Димитрије Ивановић парох лугошки, и из околине - Димитрије Петровић парох из Болдура, Јован Поповић парох из Мађар Сакоша и поп Константин Сербу (Србин) из места Цене. Претплату за "Сербске летописи" скупљао је 1827. године у "Логошу", заклети адвокат Јован Поповић. Дело Амврамовића које се појавило 1826. године, одредило је адвоката Јована Поповића за скупљача претплате у Лугошу. Претплатник Српског летописа био је 1832. године у Лугошу, Андреј Јовановић спахија. Парох у Логошу је 1832. године поп Димитрије Петровић, јавља се те године као пренумерант. Пејчићеву корисну књигу о здрављу набавили су и претплатници читаоци у Лугошу: адвокат Јован Поповић, Јован Шупљаје асесор и притјажатељ Ваљабула, Василије Миланковић од Вис асесор, Данило Миленковић од Жабара асесор, Георгије од Папхази виши фишкал. Позоришни комад преведен на српски језик, набавио је 1838. године Константин Филиповић трговац из Лугоша, за сина Ђорђа. Купац српске књиге 1847. године у Вршцу, био је Игњатије Вуја парох лугошки и професор на Вршачкој богословији. Три претплатника Павловићевог "Српског народног листа" била су (1839) из Лугоша. Георгије Атанасијевић, Србин из Лугоша је успешно завршио Сегедински лицеј. Поп Јован Марков је последњи Србин православни свештеник у Лугошу у 19. веку.
Забавно штиво различитих облика названо "Цветна леја" наручили су неки Срби у Лугошу 1854. године. Били су то најпре чиновници, од којих је први на списку претплатника (славни) Светозар Милетић адјункт, Никола Лујановић окружни комесар, Лазар Петровић ц и к катастарски адјункт, Н. Илић ц и к наредник жандармеријски, Андрија Јанковић лецедер, Јован Маршавски од Маршо ц и к судијски уредник. Српску књигу изворних песама купило је више угледних грађана Лугоша 1855. године. Тај претплатнички пункт чинили су: Христифор Кенђелац срески начелник за себе и своју кћерку Јелисавку, Први окружни комесар Васа Лујановић, Други окружни комесар неки Немац, Трећи окружни комесар Павле Риђички од Скрибешћи, Теодор Петровић од Охабе - Мутника, Андрија Јовановић од Поганешћа, Софроније Новаковић адјункт манипулације Окружног суда, Фердинанд Церер саветник Окружног суда, Константин Чеховски саветник Окружног суда и срески судац Лугошки, др Светозар Милетић и Ђорђе Филиповић бивши срески комесар.
За споменик српском песнику и владици Лукијану Мушицком у Карловцу прилог су дали 1855. године и Срби у Лугошу. Били су то: Георгије от Паћански земљедржац, Елена от Риђички земљедржица, Михаил от Костић земљедржац, Теодор от Петровић земљедржац, Андреј от Јовановић земљедржац, Стефан от Миленковић земљедржац, Мита от Јанковић земљедржац, Мита Миросављевић спахијски чиновник, Јован Стојковић спахијски чиновник, Јован от Влаховић земљедржац, Константин Александровић адвокат, Георгије од Трандафил земљедржац, Андреј Јанковић лебцедер, Лазар Петровић Срески адјункт и Данил от Миленковић земљедржац. Укупно су дали 69 ф.
На Темишварском српском црквено-народном сабору 1790. године учествовали су народни посланици, од клира, племства и грађанства. Из Лугоша су били Константин Атанасијевић прота лугошки и световњак Ђорђе Вуја трговац. Црквено-народни сабор у Карловцима одржан је 1842. године, а на њему је било посланика и из Лугоша. Били су то Ђорђе пл. Папхази властелин и асесор тамошњи, Ђорђе пл. Атанасијевић пристав лугошки, Максим Паскул асесор у Лугошу. Исте 1842. године 21. јула у великом пожару током олујног ветра који ја захватио румунски део града Лугоша, изгорела је између осталог и православна црква посвећена празнику Успеније Пресвете Богородице. Две стотине лугошких породица је остало без игде ичега. Владика Рајачић је послао писмо "Пештанском српском обшћеству", којим позива да се помогне обнова пострадалог српског храма. Срби су се брзо покренули, на челу са Савом Текелијом, и скупили из прве руке 135 ф. 24 крацаре и послали. Прилози су се скупљали и у другим српским срединама, као Вршцу, Новом Саду, Темишвару. Румуни у Пешти су такође скупљали прилоге, али за свој изгорели храм, такође у Лугошу. Матицу српску је даровао за њен Фонд, са 10.000 ф. прилога, 1847. године по тестаменту покојник из Лугоша, иначе отац Бечлије Петра Паликучевног. Један други непознати Србин, покојник из Лугоша је 1862. године тестаментом оставио новосадској гимназији 1000 ф. а за тамошњи политехнички институт 2000 ф. (то је иначе заведење Луке Миланковића и Марије Петровић).
Похађао је 1839. године Лицеј у Сегедину, млади Георгије Атанасијевић из Лугоша.
За време мађарске буне Мађари су физички малтретирали Србина, Јована Рајина Стојковића, властелинског управитеља у Лугошу, јер је одбио да преда стоку са спахилука. Био је то врхунац међунационалних размирица, пред дефинитивно раздвајање два православна народа. Писао је почетком  1848. године Јован Атанасијевић Србин племић и власник поседа Ваљепаја, митрополиту карловачком Рајачићу, о неповољним црквено-националним приликама у Лугошу. До тада трпељиви односи постали су непријатељски. У црквама градским служило се на влашком језику, а о већим празницима и на "словенском" језику. То је установио раније за свог живота лугошки прота Стефан Атанасијевић. Већинско становништво и то правосавно било је влашко али по Јовану отменија част а и благородство и добара притјажатељи скоро из сами сербски фамилија састоји се. Малобројни али имућни Срби су храмове посећивали и материјално помагали, нарочито након катастрофалног пожара. Дочекали су да им Власи на богослужењу о Великој Госпојини, на челу са сународником протом Јоаном Маркијем - све словенско из цркве избаце (српско). Може се рећи да су Срби (а нарочито племство) од револуције 1848. године своје позиције трајно изгубили, не само у Лугошу него и другде где су били у мањини.
Претплата за "Новине сербске" у Бечу 1813. године, се могла обезбедити у Лугошу код Димитрија Георгијевића и Софронија Јовановића ћурчије. Књигу о историји трговине набавио је 1816. године у Темишвару, Теодор Поповић Мања купец из "Логоша". Купци Бранковићеве књиге 1827. године у "Логошу" (српска варијанта) били су Стефан од Атанасијевић протопрезвитер Лугошко-карансебешке вармеђе и "присједатељ" конзисторије, затим неколико званичника жупанијских племића и један адвокат. Исти купци су и 1828. године поменути у књизи. Претплатник српске књиге био је 1844. године Георгије Филиповић "стихослушатељ" (ученик у Карловцима) из Лугоша. Драгиња Лозанова из Лугоша је 1863. године претплатница књижевног часописа "Даница" из Новог Сада.
Чувени немачки научник Феликс Каниц је написао у свом делу "Србија", за славног бечкеречког сликара "Константина Даниела", да је он у ствари Србин - Данило Петровић, талентовани самоук сликар, рођен у Лугошу. Генијални уметник који се "германизовао", потиче из богате лугошке српске племићке породице Петровић.
За време постојања Српског Војводства било је много Срба чиновника са службом у Лугошу. Чиновнике су угарске власти често премештале, и то по целој држави. Године 1854. постављен је при Окружном суду у Лугошу Андреја Јовановић чиновник, а за судског ађункта Светозар Милетић. Био је то чувени вођа Срба у Угарској, председник Српске народне странке, народни посланик, градоначелник Новог Сада, власник листа "Застава", адвокат у Новом Саду. Купци једне српске књиге били су 1854. године поред Милетића, Никола Лујановић окружни комесар, Јован Маршански од Марше судски уредник, Лазар Петровић ађункт у катастру, Н. Илић жандармеријски поднаредник и лецедер Андрија Јанковић. Јосиф Дреновац чиновник из Лугоша, постављен је 1856. године за привременог приматеља на царини. Исте године Михаил Недељковић је именован за официјела порезне власти. Такође су постављени за судске адјункте у Лугошу, Димитрије Хаџић и Стефан Лебановић. Следеће 1858. године постављен је секретар код савета окруђног суда у Лугошу, Ђорђе Станчић. Трајан Димитријевић је 1859. године постављен за акцесисту код окружном суда у Лугошу. Аускултант окружног суда лугошког Јован Поповић био је 1860. године премештен чак у Суботицу. Ајномер у Лугошу постаје тада контролор Никола Драгић. Лугошанин Константин Јовановић је у месту изабран 1861. године за посланика у Угарском сабору, након што је Андрија Мочоњи одступио.
Тада 1859. године је завршено стециште над имањем Григорија Поповића у Лугошу. А следеће 1860. године стециште је објављено над имањем Константина Петровића трговца у Лугошу. 
Илија Берић је објавио у "Српском летопису" 1864. године спис "Акатист Св. Сави". Он је исти нашао 1863. године у бањи Мехадији и преписао. Један посетилац бање, неписмени сељак Димитрије Добренеско из Лугоша, носио је са собом ту књигу (која је садржи српски акатист) као амајлију. Говорио је Румун, да се та књига у његовој породици одавно налази и као светиња чува. Лугошки глумац Јариц, написао је 1873. године драму "Кнежево убиство у Србији", коју је посветио кнезу Милану Обреновићу.
Народна школа у Лугошу је отворена 1761. године. За православни Школски фонд још 1813. године је одређено да се од учитељске плате одваја мали део и шаље у Пешту. Општина Лугош је обећала да ће давати годишње по 42 ф., али још од 1826. године престала је давати. Тако да је настао дуг од 1635 ф.(1865). По попису из 1846. године у народној вероисповедној школи има 168 ђака којима предају три учитеља, све Румуни: Илија Миљеско, Георгије Вентила и Георгије Гина. Године 1900. у Лугошу нема српске школе.
Умро је у Лугошу 1887. године Јован Раин Стојковић, пореклом из Црепаје. Био је стари угледни властелински управитељ, и као таквог су га Мађари 1848. године мучили, тражећи стоку са тог српског спахилука. У Лугошу је 1897. године купио деонице радикалског друштва "Братства" из Новог Сада, за 20 ф. тамошњи становник Светозар Миљковић. Миљковић је био велики поседник и до смрти 1912. године претплатник новосадске "Заставе.
По митрополијском шематизму из 1905. године, у вароши Лугошу је тада 153 Србина православца, од којих су 43 војника. Ту није ни парохија ни парохијска филијала.
По последњем државном попису Румуније из 2011. године, у граду "Лугожу" живе само 34 Србина становника.

## Становништво
| 2011.  |
| ------ |
| 40.361 |

Етничка слика града по попису 2002. године је:
| Народност | Број припадника | Удео  |
| --------- | --------------- | ----- |
| Румуни    | 36.968          | 82,9% |
| Мађари    | 4.262           | 9,6%  |
| Немци     | 1.279           | 2,9%  |
| Роми      | 1.075           | 2,4%  |
| Украјинци | 705             | 1,6%  |
| остали    | 282             | 0,6%  |
| Укупно    | 44.571          | 100%  |

Ово је знатно различито у односу на попис из 1930. године, када је град имао упола мање становника (око 23 хиљаде) и када није било преовладајуће етничке народности - Румуни 41%, Немци 26%, Мађари 23%, Јевреји 6%.

## Знамените личности
У граду је рођен Бела Лугоси (Лугоши), најпознатији глумац лика Дракуле.
Константин Данил, сликар.
Из Лугоша је пореклом и Лавинија Милошевић, позната румунска гимнастичарка српских корена.

## Партнерски градови
- Assos-Lechaio
- Јена
- Монополи
- Ниспорени
- Орлеан
- Сексард
- Вршац
- Коринт
- Крива Паланка